# José Gamarra
Pour les articles homonymes, voir Gamarra (homonymie).
José Gamarra, né à Montévidéo en 1934, est un peintre et graveur uruguayen qui vit à Arcueil, depuis 1964.
Sa peinture, principalement composée de paysages, nous plonge dans un univers tropical et souvent onirique. Les grandes forêts, les lianes, les eaux troubles, où vivent anacondas et caïmans sont le plus souvent le décor de scènes historiques volontairement incongrues[réf. souhaitée].
Son thème favori est la dénonciation des conquêtes et des envahisseurs, des caravelles aux hélicoptères, se mouvant dans un décor harmonieux et foisonnant, où leur présence est visiblement indésirable.